# Ulica Nowowiejska w Warszawie

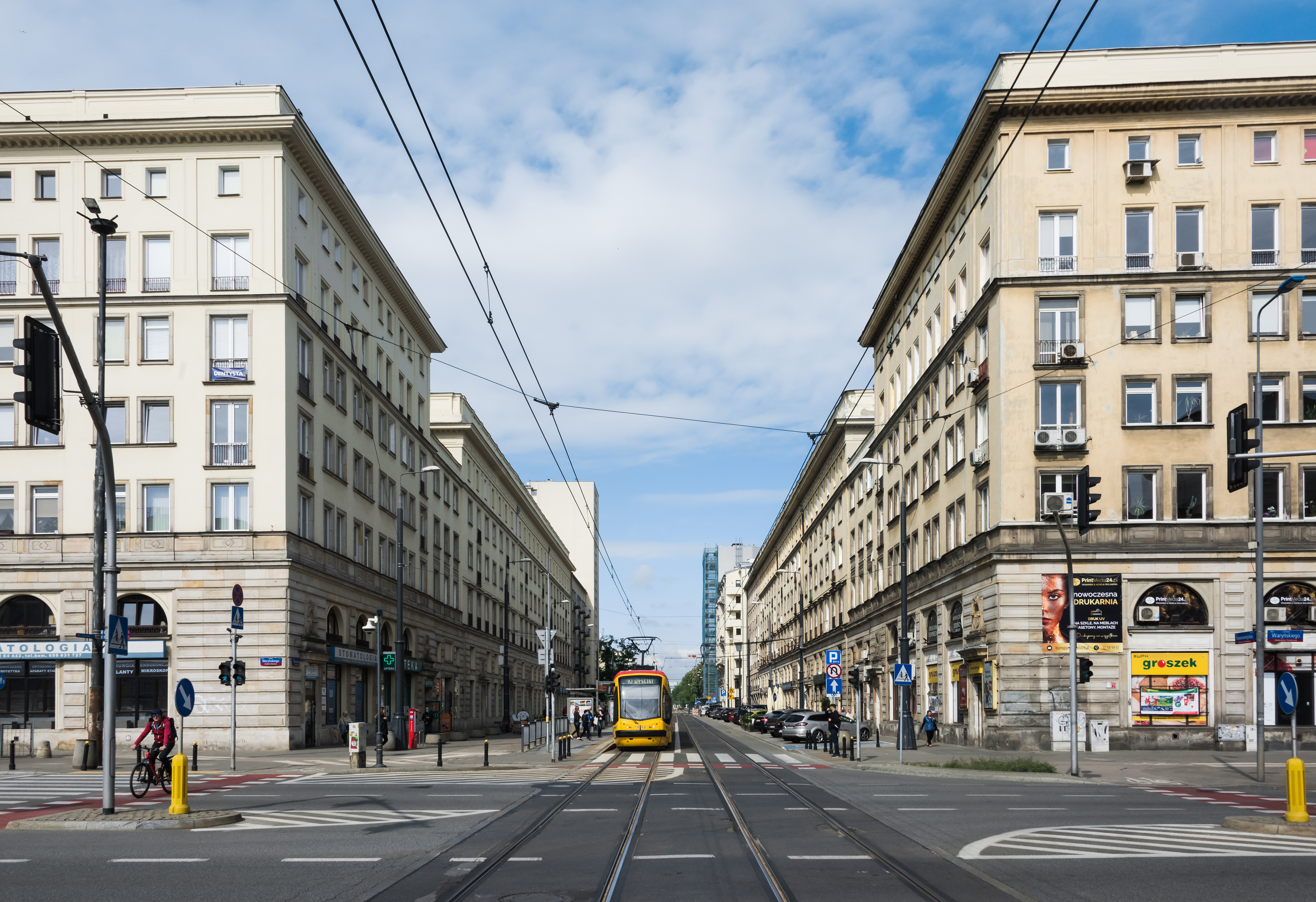
Ulica Nowowiejska przy ul. Waryńskiego, widok w kierunku placu Politechniki

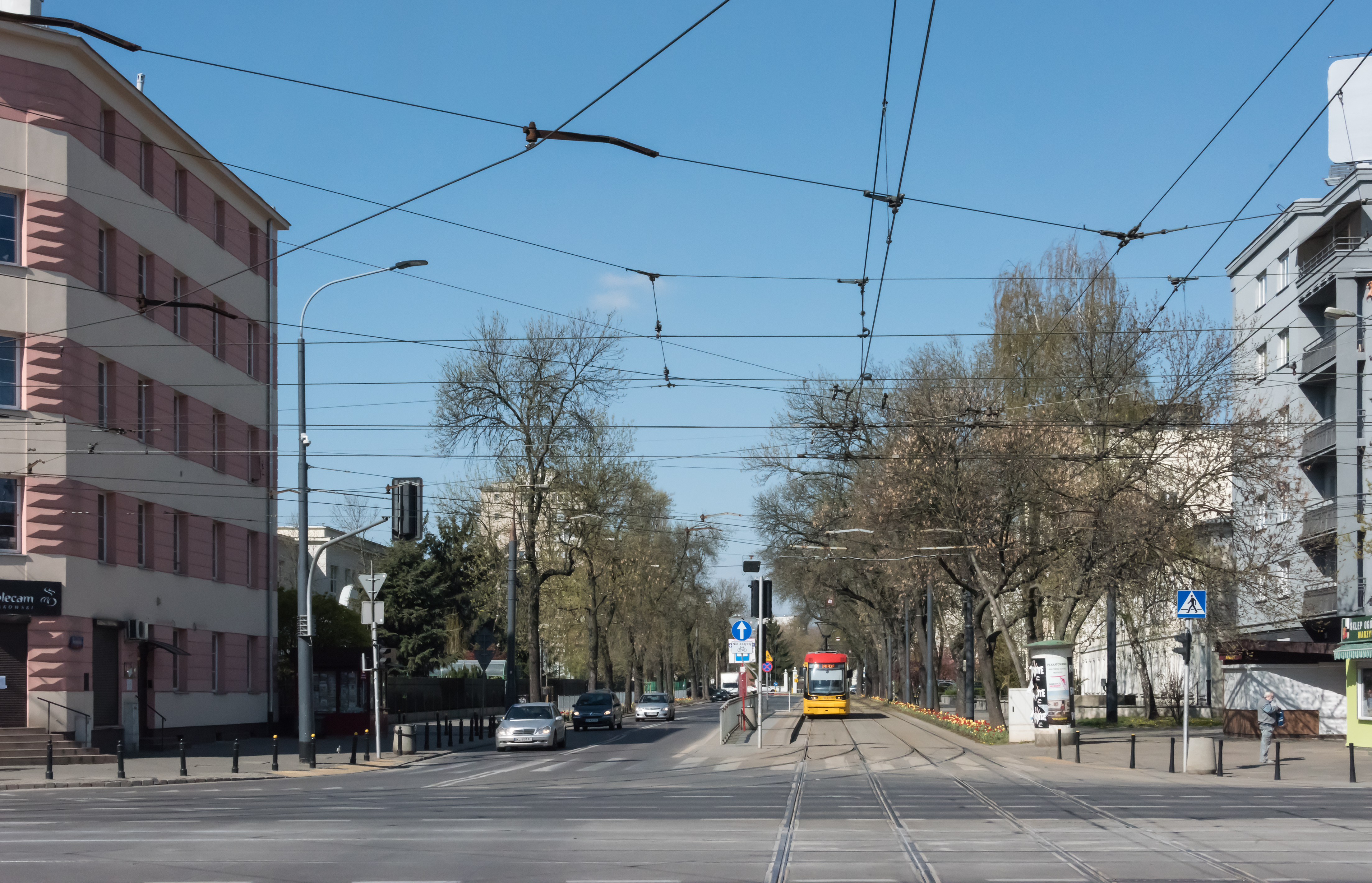
Ulica przy al. Niepodległości, widok w kierunku zachodnim

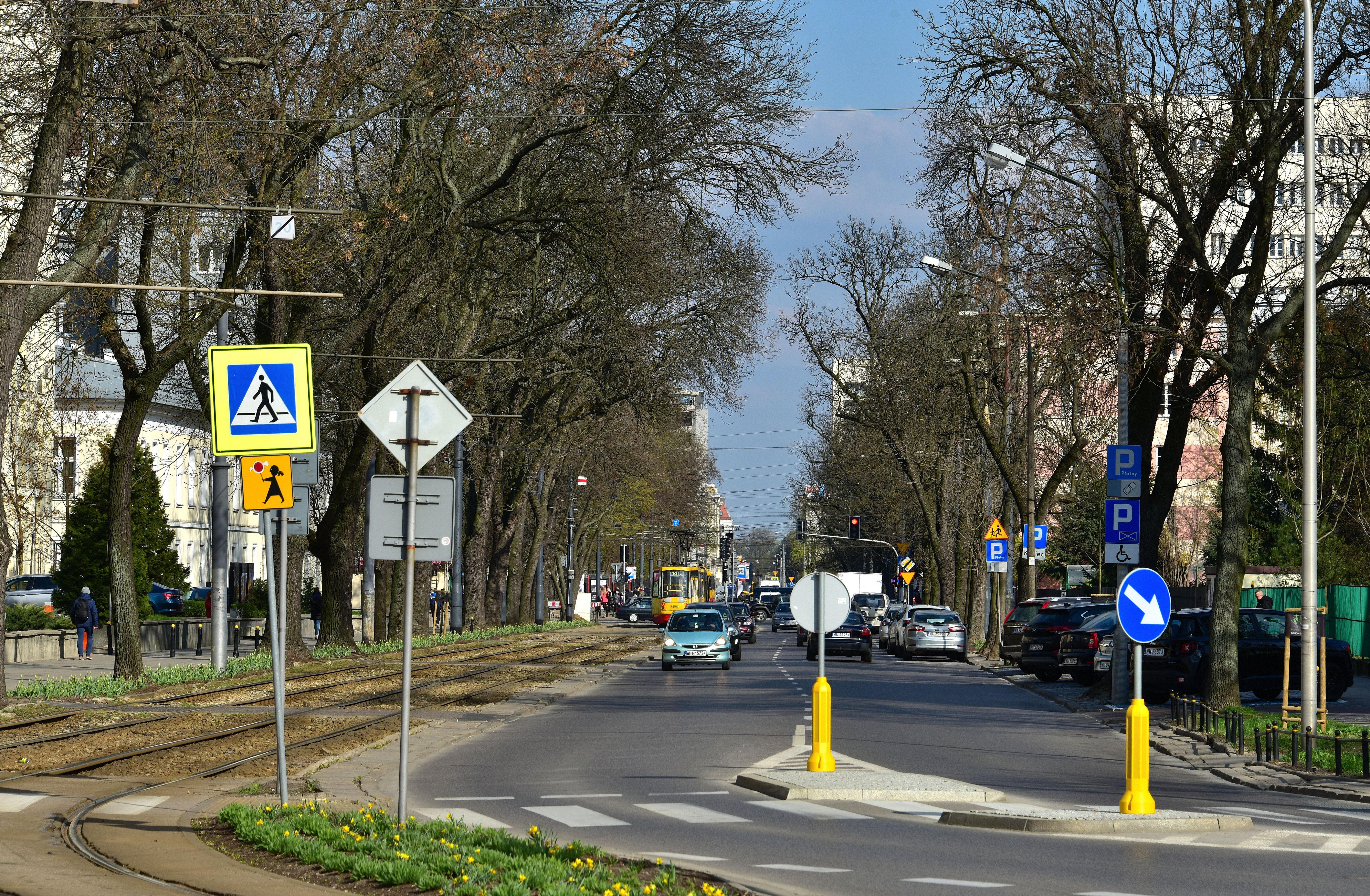
Ulica przy ul. Krzywickiego, widok w kierunku wschodnim

Ulica Nowowiejska – ulica w śródmieściu Warszawy.

## Przebieg
Ulica położona jest równoleżnikowo. Biegnie od placu Zbawiciela do ulicy Krzywickiego. Po drodze krzyżuje się i spotyka z następującymi ulicami i placami:
- ul. Krzywickiego
- ul. Referendarską
- ul. Sędziowską
- al. Niepodległości
- ul. Rektorską
- pl. Politechniki (z ulicami: Lwowską, Noakowskiego, Polną oraz J. i J. Śniadeckich)
- ul. Waryńskiego
- pl. Zbawiciela (z ulicami: Marszałkowską, Mokotowską i al. Wyzwolenia)

Na odcinku od placu Zbawiciela do placu Politechniki jest ulicą jednokierunkową. Na całej długości ulicy poprowadzona jest linia tramwajowa.
Na skrzyżowaniu ul. Nowowiejskiej i Waryńskiego znajduje się stacja metra Politechnika.

## Historia
Korzenie ulicy Nowowiejskiej sięgają XVIII w., kiedy to z polecenia króla Stanisława Augusta Poniatowskiego w latach 1767–1768 przeprowadzono tzw. Drogę Wolską (Królewską) wiodącą z zamku w Ujazdowie w kierunku pola elekcyjnego na Woli. W jej ciągu powstała w 1784 z woli króla wzorcowa osada, Nowa Wieś, od której pochodzi nazwa ulicy.
W ramach Osi Stanisławowskiej nowo powstała ulica miała stanowić oś wielkiego założenia placów gwiaździstych. Dwa z nich nadal znajdują się w ciągu ulicy, są to place Politechniki i Zbawiciela. Trzeci, plac Na Rozdrożu, znajduje się poza ulicą Nowowiejską, której historyczny fragment nosi obecnie nazwę alei Wyzwolenia.
W II połowie XIX wieku po północnej stronie zachodniego odcinka ulicy (pomiędzy ulicami Topolową i Suchą, współcześnie al. Niepodległości i Krzywickiego) zbudowano baraki zwane jerozolimskimi, wykorzystywanymi później jako koszary artylerii.
W latach 80. XIX w. tereny wokół zachodniej części ulicy zostały zagospodarowane na siedzibę Stacji Filtrów. Ulicą poprowadzono linię tramwaju elektrycznego. Na przełomie wieków ulica wypełniła się zabudową o charakterze wielkomiejskim w swojej wschodniej i środkowej części, nieco bardziej kameralnym w zachodniej. W sąsiedztwie jej środkowego biegu w latach 1899–1902 powstawać zaczął zespół budynków Politechniki Warszawskiej.
W latach 1922–1926 po południowej stronie zachodniego odcinka ulicy zbudowano Kolonię Staszica. W 1924 Czesław Przybylski przebudował dawne koszary na monumentalny gmach Ministerstwa Spraw Wojskowych.
W październiku 1933 w pobliżu skrzyżowania z al. Niepodległości odsłonięto pomnik Poległym Saperom (monument został zniszczony w 1944). W grudniu 1933 nazwę ulicy zmieniono na 6 Sierpnia dla upamiętnienia wymarszu w 1914 z Krakowa Pierwszej Kompanii Kadrowej.
W czasie obrony Warszawy we wrześniu 1939 przed budynkiem Ministerstwa Spraw Wojskowych powstał prowizoryczny cmentarz; groby zaczęto usuwać na rozkaz władz niemieckich w listopadzie 1939.
Po 1945 wiele zachowanych budynków zostało wyburzonych ze względu na powstanie nowego założenia – Marszałkowskiej Dzielnicy Mieszkaniowej i przebijanej ulicy Waryńskiego. Przy ulicy wzniesiono w tym okresie szereg budynków w charakterystycznym stylu. Wschodni fragment ulicy (plac Zbawiciela–plac Na Rozdrożu) został włączony w skład innego założenia urbanistycznego (osiedle Latawiec) i przemianowany 17 stycznia 1946 na aleję Wyzwolenia. Odcinkowi ulicy pomiędzy placem Zbawiciela a aleją Niepodległości uchwałą Rady Narodowej m.st. Warszawy z dnia 26 marca 1949 przywrócono nazwę ulica Nowowiejska.

## Ważniejsze obiekty
- „Apartment House” (nr 4)
- Stacja metra Politechnika
- 2 Społeczne Liceum Ogólnokształcące (nr 5)
- budynek schroniska im. Sobańskich z lat 1874−1877 (nr 10a)
- kampus Politechniki Warszawskiej:
  - Gmach Główny (pl. Politechniki 1)
  - Wydział Elektroniki i Technik Informacyjnych (nr 15/19)
  - Pomnik poświęcony udziałowi profesorów Politechniki Warszawskiej w akcji V1 i V2
  - Gmach Instytutu Techniki Cieplnej (nr 21/25)
  - Wydział Instalacji Budowlanych, Hydrotechniki i Inżynierii Środowiska
  - Wydział Mechaniczny Energetyki i Lotnictwa (nr 24)
- Schron bojowy Ringstand 58c (tzw. tobruk) (nr 26, przy skrzyżowaniu z al. Niepodległości)[12].
- Agencja Mienia Wojskowego (nr 26a)
- Szpital Nowowiejski (nr 27)
- XIV Liceum Ogólnokształcące im. Stanisława Staszica (nr 37a)
- Zespół Stacji Filtrów